# 허니 (2003년 영화)
《허니》(영어: Honey)는 2003년 개봉한 미국의 춤 영화이다.
2011년 속편 《허니 2》가 개봉하였다.

## 줄거리
허니 다니엘스는 뉴욕 커뮤니티 센터에서 댄스 강사로 일하며, 바텐더와 레코드 가게 점원으로도 일한다. 그녀는 힙합 안무가가 되고 싶어하지만, 어머니는 그녀가 고급 발레를 가르치길 원한다. 우연히 댄스 배틀 영상이 찍히면서 허니는 비디오 감독 마이클 엘리스의 눈에 띄어 백업 댄서, 그리고 안무가로 발탁된다. 갑작스러운 성공과 명예는 그녀를 커뮤니티 센터와 동네 아이들로부터 멀어지게 만든다.
허니는 싸움에 휘말린 베니를 돕기 위해 그의 매니저 역할을 자처하며, 마이클을 설득해 자신이 가르치는 학생들을 가수의 뮤직비디오 댄서로 출연시킨다. 허니는 이발사 차즈와 연애를 시작하며, 명예보다 자신의 행복을 우선시하는 것이 중요하다는 것을 깨닫고 댄스 스튜디오를 열 계획을 세운다. 하지만 마이클은 중요한 모임이라며 허니를 속여 파티에 데려가고, 술에 취해 그녀에게 추파를 던진다. 이에 실망한 허니는 마이클을 뿌리치고 나오지만, 다음 날 그녀가 파티에 간 사진을 본 친구 지나는 분노한다. 결국, 마이클은 허니에게 복수하기 위해 그녀와 아이들을 뮤직비디오 촬영장에서 해고하고, 경쟁자 카트리나로 교체한다.
허니는 아이들에게 이 소식을 전하고, 뮤직비디오 출연 기회를 잃은 아이들은 실망한다. 베니는 다시 마약 거래에 손을 대고 소년원에 수감된다. 허니가 면회를 갔을 때, 베니는 그녀에게 모욕적인 말을 하지만, 허니가 그의 친구들이 얼마나 자주 면회를 왔는지 묻자, 그는 자신이 잘못된 선택을 했다는 것을 깨닫고 후회한다.
지나는 허니를 용서하고, 그녀에게 스스로를 믿으라고 격려한다. 허니는 업계에서 마이클의 영향력 때문에 수입이 줄어들어 스튜디오 계약금을 지불하지 못할 위기에 놓인다. 허니는 기금 마련을 위한 댄스 공연을 열기로 결심하고, 출소한 베니가 친구들을 데려와 춤을 가르쳐 돕는다.
한편, 마이클은 미시 엘리엇의 뮤직비디오 안무가로 카트리나를 추천하지만, 미시는 허니를 원한다. 마이클은 자신의 잘못을 깨닫고 허니에게 사과하며 스튜디오를 사주겠다고 제안하지만, 허니는 그의 위선과 이기심을 지적하며 그의 제안을 거절한다. 허니는 스스로의 힘으로 스튜디오를 열 것이라고 선언한다.
기금 마련 공연은 많은 관객들의 호응을 얻고, 허니의 어머니는 힙합 댄스가 발레만큼 가치 있는 것이라는 것을 인정한다. 은행 매니저는 허니에게 스튜디오 자금이 확보되었다는 소식을 전한다. 공연이 끝날 무렵 미시 엘리엇이 등장하여 허니를 만나고, 새 댄스 스튜디오 "브롱스 댄스 센터"에서 블레이크의 새 뮤직비디오를 함께 작업하게 된다.

## 출연
- 제시카 앨바 - 허니 대니얼스 역
- 메카이 파이퍼 - 채즈 역
- 릴 로미오 - 베니 역
- 조이 브라이언트 - 지나 역
- 데이비드 모스카우 - 마이클 엘리스 역
- 로넷 매키 - 코니 대니얼스 부인 역
- 재커리 아이제이아 윌리엄스 - 레이먼드 역
- 로리앤 깁슨 - 커트리나 역
- 미시 엘리엇, 제이더키스, 지뉴와인, 로드니 저킨스 - 본인 역